# A Tatár Köztársaság címere

Tatárföld címere

Tatárföld címere (tatárul Aq Bars vagy Ак Барс) köralakú, fő színei a piros, a fehér és a zöld, a tatárok nemzeti színei. Közepén piros alapon egy fehér hópárduc található, amely egy sárga pajzsot visel, a pajzson pedig egy fehér őszirózsa van. A  címer szegélye zöld és sárga  cirill Татарстан [Tatarsztan] felirattal. 1992. február 7. óta használják hivatalosan.

## Érdekesség
A hópárduc (Aq Bars) nemcsak Tatárföld, de Kazahsztán nemzeti jelképe is. Megtalálható Almati város címerében is. Az egykori Szovjetunióban a hópárducról elnevezett díjat kaptak azok a hegymászók, akiknek sikerült megmásznia az ország mind az öt 7000 méteres hegycsúcsát. A Kirgiz Női Cserkészszövetség is ezt az állatot választotta jelképéül. A Himaláján élő népek néha szellemleopárdnak is nevezik a természetben ritkán megfigyelhető nagymacskát.